# Ludność Ostrowca Świętokrzyskiego

## LudnośćOstrowca Świętokrzyskiego
- 1939 - 30 000
- 1946 - 19 211 (spis powszechny)
- 1950 - 20 273 (spis powszechny)
- 1955 - 31 741
- 1960 - 38 108 (spis powszechny)
- 1961 - 39 500
- 1962 - 40 500
- 1963 - 41 700
- 1964 - 42 800
- 1965 - 43 908
- 1966 - 44 800
- 1967 - 46 300
- 1968 - 47 500
- 1969 - 49 100
- 1970 - 50 147 (spis powszechny)
- 1971 - 51 357
- 1972 - 52 900
- 1973 - 54 500
- 1974 - 55 787
- 1975 - 57 361
- 1976 - 58 700
- 1977 - 59 500
- 1978 - 60 400 (spis powszechny)
- 1979 - 62 300
- 1980 - 65 092
- 1981 - 66 814
- 1982 - 68 891
- 1983 - 69 793
- 1984 - 71 280
- 1985 - 72 964
- 1986 - 74 511
- 1987 - 75 519
- 1988 - 76 341 (spis powszechny)
- 1989 - 77 472
- 1990 - 78 670
- 1991 - 79 580
- 1992 - 79 328
- 1993 - 79 541
- 1994 - 79 224
- 1995 - 79 238
- 1996 - 79 280
- 1997 - 78 940
- 1998 - 79 173
- 1999 - 79 047
- 2000 - 78 765
- 2001 - 78 224
- 2002 - 75 262 (spis powszechny)
- 2003 - 74 913
- 2004 - 74 498
- 2005 - 74 211
- 2006 - 73 663
- 2007 - 73 111
- 2008 - 72 823
- 2009 - 72 635
- 2010 - 71 959
- 2011 - 73 300 (dane GUS: stan na 31.12.2011)
- 2012 - 73 094 (stan na 30.06.2012)
- 2014 - 72 001 (dane GUS:stan na 30 czerwca 2014)

## Powierzchnia Ostrowca Świętokrzyskiego
- 1995 - 46,41 km²
- 2006 - 46,43 km²